# 난창 창베이 국제공항
난창 창베이 국제공항(중국어: 南昌昌北国际机场)은 중화인민공화국 장시성 난창 시에 있는 공항이다. IATA 코드는 KHN, ICAO 코드는 ZSCN이다. 난창에서 북쪽으로 28km 떨어진 곳에 자리를 잡고 있으며, 1996년 10월에 공사가 시작되었고, 1999년 9월 10일에 문을 열었다. 난창 창베이 국제공항은 원래 민군 공용으로 사용되던 난창 샹탄 공항을 대체하기 위해 만들어졌다.. 현재는 하나의 활주로만 있으며, 길이는 2800m에 6개의 게이트를 가진 하나의 터미널 건물이 있다.
난창 창베이 국제공항은 주로 국내선용으로 사용되며, 그 외에도 홍콩 등을 연결하고 있다. 2004년에 국제공항의 지위를 얻어 국제공항의 역할을 시작하였다.

## 운항 노선

### 국제선
| 항공사             | 목적지                                       |
| ------------------ | -------------------------------------------- |
| 중국동방항공       | 제주, 타이베이(도원), 가오슝, 방콕(수완나품) |
| 홍콩 항공          | 홍콩                                         |
| 선전 항공          | 타이베이(도원)                               |
| 원동항공           | 가오슝                                       |
| 스프링 항공        | 방콕(수완나품)                               |
| 중화항공           | 타이베이(도원), 가오슝                       |
| 오리엔트 타이 항공 | 방콕(돈므앙)                                 |
| 타이 에어아시아    | 파타야                                       |
| 아시아나항공       | 전세편: 서울(인천)                           |

### 국내선
| 항공사       | 목적지                                                                             |
| ------------ | ---------------------------------------------------------------------------------- |
| 중국국제항공 | 베이징(서우두), 충칭, 청두                                                         |
| 중국동방항공 | 광저우, 충칭, 귀이양, 하이커우, 진장, 쿤밍, 난징, 상하이(훙차오), 선전, 시안, 샤먼 |
| 중국남방항공 | 광저우, 난징, 난닝, 선전                                                           |
| 상하이 항공  | 상하이(훙차오)                                                                     |
| 선전 항공    | 선전                                                                               |
| 쓰촨 항공    | 청두, 닝보                                                                         |
| 샤먼 항공    | 충칭, 다롄, 푸저우, 항저우, 칭다오, 촨저우, 진장, 상하이(훙차오), 시안, 구이양     |

## 교통
- 공항버스 1번

난창 역과 공항 사이를 왕복한다.
- 공항버스 2번

홍청루에 있는 공항호텔과 공항을 왕복한다. 남 홍쿠탄에 있는 펑허 인터체인지에서 한 번 스탑을 한다.
- 공항버스 3번

고속철도 역인 난창서역과 공항 사이를 왕복한다.

## 같이 보기
- 중화인민공화국의 공항 목록